# Коломацкое
Коломацкое (укр. Коломацьке, до 2016 г. — Куликово) — село,
Куликовский сельский совет,
Полтавский район,
Полтавская область,
Украина.
Код КОАТУУ — 5324082701. Население по переписи 2001 года составляло 814 человек.
Является административным центром Куликовского сельского совета, в который, кроме того, входят сёла
Дудниково и
Степановка.

## Географическое положение

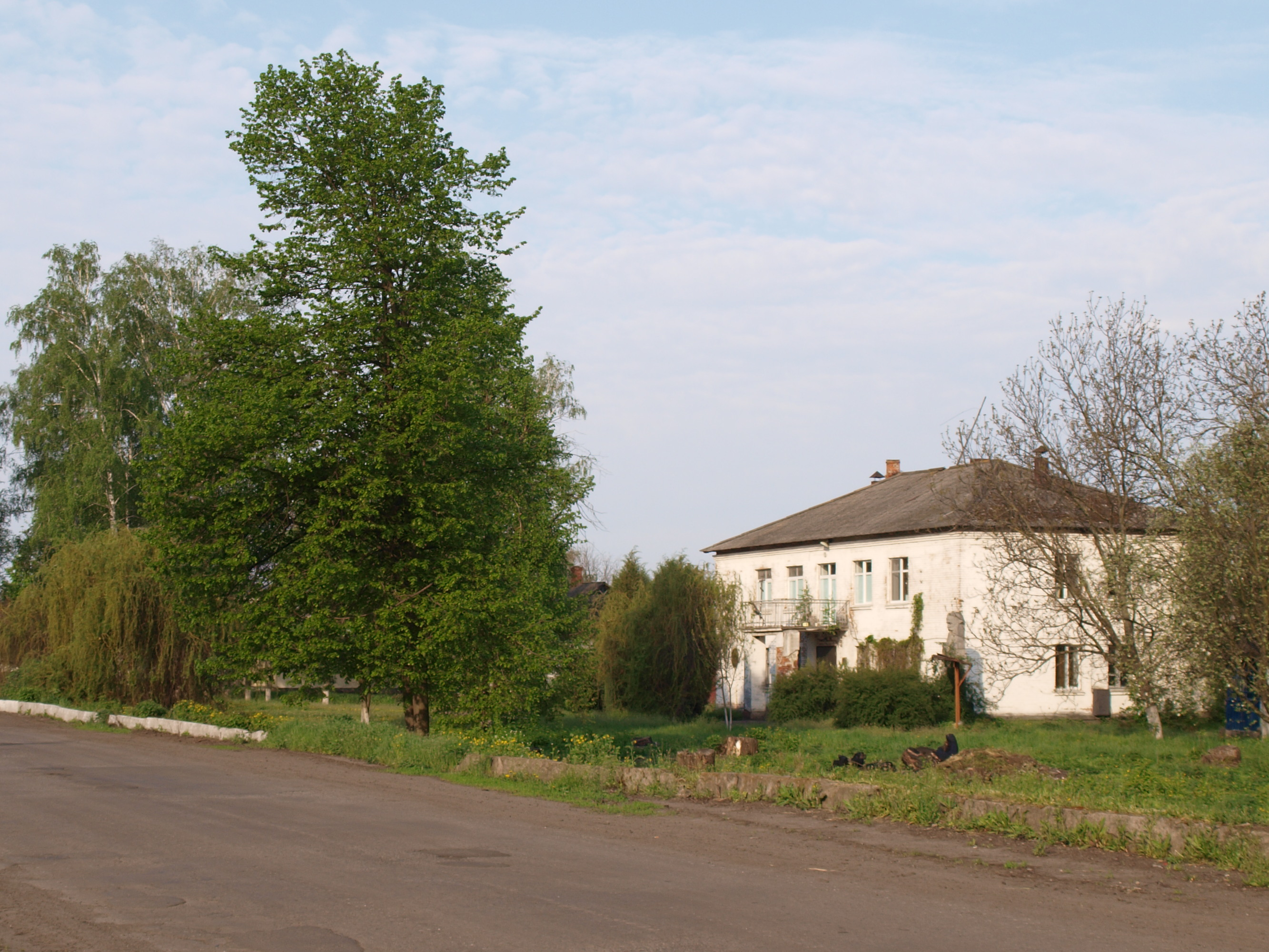
с. Коломацкое

Село Коломацкое находится в 20 километрах от города Полтава, на левом берегу реки Коломак,
выше по течению на расстоянии в 0,5 км расположено село Дудниково,
ниже по течению на расстоянии в 4,5 км расположено село Ежаковка,
на противоположном берегу — село Вербовое.
Река в этом месте извилистая, образует лиманы, старицы и заболоченные озёра.
Рядом проходит автомобильная дорога Киев—Харьков М-03 (Р-11). 4 км на запад — железная дорога Полтава—Люботин.

## История
- В 1941 г. Указом ПВС УССР село Парасковеевка было переименовано в Куликово[2], в честь маршала Советского Союза Кулика Г. И., который рос и учился в селе[3].

## Экономика
- ООО АФ «Куликово»

## Объекты социальной сферы
- Школа
- Больница